# Dúngal Eilni
Dúngal Eilni (zm. 681) – król ludu Cruithni na terenie irlandzkiego Ulaidu (Ulster) od ok. 668 r. do swej śmierci. Syn Scandala (Scannala) mac Bécce (zm. 646 r.), króla Cruithni. 
W VI i VII w. królestwo Dál nAraidi było częścią konfederacji plemion Cruithni na terenie krainy Ulaid. Było wielu królów ludu Cruithni. Dúngal zapewne należał do bocznej gałęzi panującej dynastii zamieszkałej w Mag nEinli lub Eilne („Równina Nieczysta”), równinie między rzekami Bann a Bush w hr. Antrim, jak wskazuje noszony przez niego przydomek „Eilni”.
Niektórzy uczeni błędnie uważają go za króla Dál nAraidi, bowiem nie został zamieszczony na liście królów w Księdze z Leinsteru. W tym czasie był nim jego bratanek, Cathassach II mac Máele Cáich. Dúngal prawdopodobnie objął władzę w 668 r., po śmierci Cathassacha I mac Lurggéne. Na początku lata 681 r. wraz z Cennem Fáeladem mac Suibne, wodzem Ciannachta z Glenn Geimin (Keenaght, hr. Londonderry) został pokonany przez Máela Dúina mac Máele Fithrich, króla Ailechu. Źródła nazwały to wydarzenie spaleniem królów w Dún Ceithirnn („Lichtarzyk Olbrzyma” w parafii Dunboe na północy hr. Londonderry). Pozostawił po sobie synów Aililla mac Dúngaile (zm. 690 r.) i Cú Chuarána (zm. 708 r.), przyszłych królów Dál nAraidi (drugi został także królem Ulaidu). Prawdopodobnie jego trzecim synem był Fiachra Cossalach (zm. 710 r.), król Dál nAraidi.